# Acroclisoides africanus
Acroclisoides africanus is een vliesvleugelig insect uit de familie Pteromalidae. De wetenschappelijke naam is voor het eerst geldig gepubliceerd in 1940 door Ferrière.